# 눈꽃 (영화)
"눈꽃"은 1992년에 개봉한 대한민국의 영화이다.

## 캐스팅
- 윤정희 : 강애 역
- 이미연 : 다미 역
- 강신성일 : 교수 역
- 조상건 : 닥터 민 역
- 김성녀 : 정선 역
- 신귀식 : 아버지 역
- 고창옥 : 정자 역
- 김경원 : 야스다 역
- 박종설 : 극중연기자 역
- 송유경 : 어린다미 역
- 권순원 : 기자 역
- 이상벽 : MC 역 (특별출연)